# TFF 2. Lig 2014/15
Die Spor Toto 2. Lig 2014/15 war die 44. Spielzeit der dritthöchsten türkischen Spielklasse im Männer-Fußball. Sie begann am 31. August 2014 mit dem 1. Spieltag und endete am 25. Mai 2015 mit den Playoff-Spielen zwischen den Zweit- bis Fünftplatzierten beider Gruppen.

## Austragungsmodus
In der Saison 2013/14 wurde die TFF 2. Lig wie in der Vorsaison in zwei Gruppen unterteilt. Im Gegensatz zur Vorsaison wurde die Gesamtmannschaftszahl von 36 auf nun 37 erhöht. Grund für die Teilnehmererhöhung war ein Teilnehmerreduzierung in der höheren TFF 1. Lig. Dieser Liga wurde von 19 Teilnehmern auf 18 reduziert. In der diesjährigen TFF 2. Lig spielen 19 Mannschaften in der „weißen Gruppe“ (beyaz grup) und 18 Mannschaften der „roten Gruppe“ (kirmizi grup) um den Aufstieg in die TFF 1. Lig beziehungsweise gegen den Abstieg in die viertklassige TFF 3. Lig. Die Einteilung der Mannschaften in die jeweiligen Gruppen wird per Auslosung im Juli 2014 bestimmt. Die Auslosung für diese Spielzeit wurde am 24. Juni 2014 im Orhan-Saka-Haus der Amateure (türkisch: Orhan Saka Amatörler Evi) im Istanbuler Stadtteil Sarıyer gezogen.
Die Tabellenersten beider Gruppen steigen direkt in die höhere TFF 1. Lig auf. Die Mannschaften auf den Plätzen zwei bis fünf beider Gruppen nehmen an den Play-offs teil, in denen der dritte Aufsteiger per K.-o.-System bestimmt wird. Die Play-offs fangen mit den Viertelfinalbegegnungen an. Alle Play-off-Phasen, außer der Finalbegegnung werden mit Hin- und Rückspiel gespielt. Nur das Finale wird dann in einer für beide teilnehmenden Mannschaften neutralen Stadt ausgetragen und nur mit einer Partie ausgespielt. Im Playoff treffen die Tabellenzweite der jeweiligen Gruppe auf den Tabellenfünften der gleichen Gruppe und der Tabellendritte der jeweiligen Gruppe auf den Tabellenvierte der gleichen Gruppe. Bis auf die Finalbegegnung wird jede K.-o.-Runde durch zwei Begegnungen in Hin- und Rückspiel ausgetragen.
Die vier Letztplatzierten der Gruppe Weiß und die drei Letztplatzierten der Gruppe Rot steigen in die TFF 3. Lig ab.

### Ausländerplätze
In der TFF 2. Lig sind ausländische Spieler nicht spielberechtigt. Mannschaften die von der TFF 1. Lig abgestiegen sind, können ihre ausländischen Spieler an Vereine der oberen Ligen ausleihen.

## Teilnehmerzusammensetzung
Zum Saisonbeginn kamen zu den von der vorherigen Saison verbliebenen 27 Mannschaften die drei Absteiger aus der TFF 1. Lig Fethiyespor, Tavşanlı Linyitspor, 1461 Trabzon, Kahramanmaraşspor und die sechs Aufsteiger aus der TFF 3. Lig Fatih Karagümrük SK, Hacettepe SK, Menemen Belediyespor, Ümraniyespor, Keçiörengücü, Düzyurtspor hinzu.
Während Tavşanlı Linyitspor und 1461 Trabzon nach vier bzw. zwei Jahren wieder in die 2. Lig abstiegen, stieg der Verein Fethiyespor und Kahramanmaraşspor das erste Mal bereits nach einer Spielzeit wieder in diese Spielklasse ab.

## Saisonverlauf

### Ligaphase
In dieser Drittligasaison erreichte Göztepe Izmir unter der Führung von Metin Diyadin am vorletzten Spieltag der Saison die Drittligameisterschaft der Gruppe Rot und damit den Aufstieg in die TFF 1. Lig. Durch diesen Aufstieg kehrte der Verein nach zweijähriger Abstinenz wieder in die 2. Liga zurück. In der Gruppe Weiß löste Yeni Malatyaspor am 31. Spieltag den bisherigen Spitzenreiter und Herbstmeister Pendikspor ab und sicherte sich am letzten Spieltag die Meisterschaft und damit nach 15-jähriger Abstinenz wieder den Aufstieg in die TFF 1. Lig.
Altay Izmir aus der Gruppe Rot verpasste am 32. Spieltag, zwei Spieltage vor Saisonende, die theoretische Möglichkeit des Klassenerhaltes und stieg damit zum ersten Mal in seiner Vereinsgeschichte in die TFF 3. Lig ab. Am 33. Spieltag stand Altay auch als Tabellenletzter der Gruppe Rot fest. Gölbaşıspor und Düzyurtspor rutschten am letzten Spieltag auf die oberen zwei Abstiegsplätze und vergaben den Klassenerhalt. In der Gruppe Weiß stand Tavşanlı Linyitspor bereits am 33. Spieltag, fünf Spieltage vor Saisonende, als erste Absteiger fest. Die drei anderen Absteiger der Gruppe standen erst am letzten Spieltag fest und waren Körfez İskenderunspor, Turgutluspor und Ofspor.
Torschützenkönig wurde mit 20 Treffern Murat Uluç vom osttürkischen Vertreter der Gruppe Rot Hatayspor. Der türkische Fußballverband zählte für die Torschützenkönig nur die Tore der Ligaphase und nicht die der Playoffs.

### Play-off-Phase
Der letzte Aufsteiger wurde durch die im Anschluss an die Ligaphase durchgeführten Play-offs bestimmt. Für die Play-offs qualifizierten sich als Zweit- bis Fünftplatzierte aus der Gruppe Rot Bandırmaspor, Hatayspor, İnegölspor, Sarıyer SK und aus der Gruppe Weiß Pendikspor, Ümraniyespor, 1461 Trabzon, Menemen Belediyespor.
Die Termine der Play-off-Spiele wurden am 27. April 2015 festgelegt. Demnach finden die Hinspiele der Viertelfinalbegegnungen am 7. Mai und die Rückspiele am 11. Mai statt. Die Hinspiele der Halbfinalbegegnungen werden am 15. und die Rückspiele am 19. Mai ausgetragen. Die Viertelfinalbegegnungen der Gruppe Rot sind Sarıyer-Bandırmaspor und MKE İnegölspor-Hatayspor und die Viertelfinalbegegnungen der Gruppe Weiß sind Menemen Belediyespor-Pendikspor und 1461 Trabzon-Ümraniyespor.

## Besondere Vorkommnisse
- Der Verein Körfez FK änderte seinen Namen vor Saisonbeginn in Kocaeli Birlikspor um. Nachdem der ehemalige Traditionsklub Kocaelispor in der Viertligasaison 2013/14 abgestiegen war und damit sich aus dem türkischen Profifußball verabschiedet hatte, wurde mit dieser Namensänderung eine spätere Fusion mit oder Übernahme von Kocaelispor vorbereitet.[17]
- Vor dem Saisonstart änderte der Verein Anadolu Selçukluspor seine Namen in Anadolu Selçukspor um.[18]

- Der Verein Kızılcahamamspor aus der zentralanatolischen Stadt Kızılcahamam verkaufte im Sommer 2014 seine Wettbewerbsrechte. Daraufhin zog die Mannschaft zu dem neuen Inhaber in die zentralanatolischen Stadt Gölbaşı um und wurde in Gölbaşıspor umbenannt.[19]

- Aufgrund des Name-Sponsoring-Vertrages mit dem Hauptsponsor Birlik Nakliyat heißt der Klub Düzyurtspor während der Vertragslaufzeit Birlik Nakliyat Düzyurtspor.[20]

- Der Verein İskenderun DÇ änderte seinen Namen in Körfez İskenderunspor um.

- Der türkischen Fußballverband verhängte zum Saisonstart auf Direktive der UEFA Kartalspor einen Sechspunkteabzug. Begründet wurde diese Strafe mit Verstößen gegen den Financial Fairplay der UEFA.[21]

## Mannschaften 2014/15

### Mannschaften der Gruppe Weiß
| Mannschaft            | Stadt      | Gründung | In der Liga seit | Letzte Saison | Stadion                     | Kapazität |
| --------------------- | ---------- | -------- | ---------------- | ------------- | --------------------------- | --------- |
| 1461 Trabzon          | Trabzon    | 2008     | 2014             | Absteiger     | Hüseyin-Avni-Aker-Stadion   | 24.1690   |
| Anadolu Selçukspor    | Konya      | 1955     | 2007             | 13.           | Recep Konuk Spor Tesisleri  | 2.128     |
| Aydınspor 1923        | Aydın      | 1993     | 2013             | 8.            | Adnan-Menderes-Stadion      | 15.0000   |
| Bayrampaşaspor        | Istanbul   | 1959     | 2012             | 13.           | Çetin-Emeç-Stadion          | 3.500     |
| Fatih Karagümrük SK   | Istanbul   | 1926     | 2014             | Aufsteiger    | Vefa-Stadion                | 6.500     |
| Fethiyespor           | Fethiye    | 1933     | 2014             | Absteiger     | Fethiye Bezirksstadion      | 8.372     |
| Hacettepe SK          | Ankara     | 2001     | 2014             | Aufsteiger    | Stadion des 19. Mais        | 19.2090   |
| Körfez İskenderunspor | İskenderun | 1991     | 2005             | 15.           | Stadion des 5. Julis        | 12.3900   |
| Kartalspor            | Istanbul   | 1949     | 2013             | 5.            | Kartal Stadion              | 7.195     |
| Keçiörengücü          | Ankara     | 1987     | 2014             | Aufsteiger    | Aktepe Stadion              | 4.883     |
| Menemen Belediyespor  | Menemen    | 1993     | 2014             | 5.            | Menemen Stadtstadion        | 2.000     |
| Ofspor                | Of         | 1968     | 2008             | 10.           | Of Stadyumu                 | 2.000     |
| Pendikspor            | Istanbul   | 1950     | 2011             | 6.            | Pendik Stadion              | 2.500     |
| Tarsus İdman Yurdu    | Tarsus     | 1923     | 2012             | 15.           | Burhanettin-Kocamaz-Stadion | 6.000     |
| Tavşanlı Linyitspor   | Tavşanlı   | 1943     | 2014             | Absteiger     | Dumlupınar Stadion          | 11.4950   |
| Tokatspor             | Tokat      | 1969     | 2008             | 12.           | Gazi Osmanpasa Stadı        | 7.500     |
| Turgutluspor          | Turgutlu   | 1984     | 2005             | 9.            | 7 Eylül Stadyumu            | 7.000     |
| Ümraniyespor          | Istanbul   | 1938     | 2014             | Aufsteiger    | Ümraniye Bezirksstadion     | 0500      |
| Yeni Malatyaspor      | Malatya    | 1986     | 2010             | 4.            | Malatya Inönü-Stadion       | 10.4110   |

| 1461 Trabzon |

| Aydınspor 1923 |

| Anadolu Selçukspor |

| Bayrampaşaspor, Fatih Karagümrük SK, Kartalspor, Pendikspor, Ümraniyespor |

| Fethiyespor |

| Hacettepe SK, Keçiörengücü |

| Körfez İskenderunspor |

| Menemen Belediyespor |

| Ofspor |

| Tarsus İdman Yurdu |

| Tavşanlı Linyitspor |

| Yeni Malatyaspor |

| Turgutluspor |

| Yeni Malatyaspor |

| Tokatspor |

### Mannschaften der Gruppe Rot
| Mannschaft           | Stadt         | Gründung | In der Liga seit | Letzte Saison | Stadion                    | Kapazität |
| -------------------- | ------------- | -------- | ---------------- | ------------- | -------------------------- | --------- |
| Altay İzmir          | Izmir         | 1914     | 2011             | 12.           | Alsancak-Stadion           | 15.3580   |
| Bandırmaspor         | Bandırma      | 1965     | 2010             | 4.            | Stadion des 17. Septembers | 5.400     |
| Bugsaşspor           | Ankara        | 1984     | 2007             | 8.            | Ankara Ostim Stadion       | 4.271     |
| Diyarbakır BB        | Diyarbakır    | 1990     | 2013             | 5.            | Seyrantepe Diski Stadion   | 1.540     |
| BN Düzyurtspor       | Trabzon       | 1986     | 2014             | Aufsteiger    | Yavuz-Selim-Stadion        | 1.820     |
| Göztepe Izmir        | Izmir         | 1925     | 2013             | 2.            | Izmir-Atatürk-Stadion      | 51.2950   |
| Gümüşhanespor        | Gümüşhane     | 1995     | 2013             | 10.           | Gümüşhane Stadtstation     | 4.000     |
| Hatayspor            | Antakya       | 1967     | 2012             | 3.            | Antakya Atatürk Stadı      | 6.015     |
| İnegölspor           | İnegöl        | 1954     | 2012             | 7.            | İnegöl Stadion             | 4.975     |
| Kahramanmaraşspor    | Kahramanmaraş | 1969     | 2014             | Absteiger     | Stadion des 12. Februars   | 15.0500   |
| Kırklarelispor       | Kırklareli    | 1925     | 2011             | 11.           | Kırklareli Atatürk Stadı   | 8.000     |
| Gölbaşıspor          | Ankara        | 1950     | 2011             | 14.           | Gölbaşı İlçe Stadı         | 5.124     |
| Kocaeli Birlikspor   | Kocaeli       | 1995     | 2008             | 9.            | Alparslan-Türkeş-Stadion   | 16.7500   |
| MKE Ankaragücü       | Ankara        | 1910     | 2013             | 3.            | Ankara Stadion des 19. Mai | 19.1250   |
| Nazilli Belediyespor | Nazilli       | 1967     | 2012             | 7.            | Nazilli Şehir Stadyumu     | 4.500     |
| Pazarspor            | Pazarspor     | 1973     | 2013             | 11.           | Alparslan-Türkeş-Stadion   | 16.7500   |
| Sarıyer SK           | Istanbul      | 1940     | 2005             | 14.           | Yusuf-Ziya-Öniş-Stadion    | 10.0000   |
| Tepecikspor          | Istanbul      | 1988     | 2011             | 6.            | Tepecik Belediye Stadion   | 3.000     |

| Altay Izmir, Göztepe Izmir |

| Bandırmaspor |

| Diyarbakır BB |

| BN Düzyurtspor |

| Gümüşhanespor |

| Hatayspor |

| İnegölspor |

| Kahramanmaraşspor |

| Kırklarelispor |

| Gölbaşıspor |

| Kocaeli Birlikspor |

| MKE Ankaragücü, Bugsaşspor |

| Nazilli Belediyespor |

| Pazarspor |

| Sarıyer SK, Tepecikspor |

## Gruppe Weiß

### Abschlusstabelle
| Pl. | Verein                   | Sp. | S  | U  | N  | Tore    | Diff. | Punkte |
| --- | ------------------------ | --- | -- | -- | -- | ------- | ----- | ------ |
| 1.  | Yeni Malatyaspor         | 36  | 19 | 9  | 8  | 054:300 | +24   | 66     |
| 2.  | Pendikspor               | 36  | 18 | 8  | 10 | 058:440 | +14   | 62     |
| 3.  | Ümraniyespor (N)         | 36  | 15 | 14 | 7  | 047:300 | +17   | 59     |
| 4.  | 1461 Trabzon (A)         | 36  | 16 | 11 | 9  | 051:330 | +18   | 59     |
| 5.  | Menemen Belediyespor (N) | 36  | 14 | 15 | 7  | 044:350 | +9    | 57     |
| 6.  | Fatih Karagümrük SK (N)  | 36  | 14 | 15 | 7  | 041:340 | +7    | 57     |
| 7.  | Aydınspor 1923           | 36  | 15 | 9  | 12 | 044:420 | +2    | 54     |
| 8.  | Kartalspor 1             | 36  | 16 | 12 | 8  | 046:340 | +12   | 54     |
| 9.  | Anadolu Selçukspor       | 36  | 11 | 12 | 13 | 043:420 | +1    | 45     |
| 10. | Bayrampaşaspor           | 36  | 10 | 15 | 11 | 031:430 | −12   | 45     |
| 11. | Tokatspor                | 36  | 10 | 15 | 11 | 040:470 | −7    | 45     |
| 12. | Hacettepe SK (N)         | 36  | 11 | 11 | 14 | 036:360 | ±0    | 44     |
| 13. | Keçiörengücü (N)         | 36  | 10 | 13 | 13 | 045:420 | +3    | 43     |
| 14. | Fethiyespor (A)          | 36  | 10 | 13 | 13 | 028:390 | −11   | 43     |
| 15. | Tarsus İdman Yurdu       | 36  | 9  | 15 | 12 | 041:470 | −6    | 42     |
| 16. | Körfez İskenderunspor    | 36  | 9  | 12 | 15 | 035:470 | −12   | 39     |
| 17. | Turgutluspor             | 36  | 9  | 12 | 15 | 034:380 | −4    | 39     |
| 18. | Ofspor                   | 36  | 9  | 11 | 16 | 038:480 | −10   | 38     |
| 19. | Tavşanlı Linyitspor (A)  | 36  | 3  | 6  | 27 | 028:730 | −45   | 15     |

Platzierungskriterien: 1. Punkte – 2. Direkter Vergleich (Punkte, Tordifferenz, geschossene Tore) – 3. Tordifferenz – 4. geschossene Tore

| (A) | Absteiger aus der 1. Lig 2013/14         |
| (N) | Neuaufsteiger aus der TFF 3. Lig 2013/14 |

### Kreuztabelle
Die Kreuztabelle stellt die Ergebnisse aller Spiele dieser Saison dar. Die Heimmannschaft ist in der linken Spalte, die Gastmannschaft in der oberen Zeile aufgelistet.
| 2014/15               | 1461 Trabzon |     | Aydınspor 1923 | Bayrampaşaspor | Fatih Karagümrük SK | Fethiyespor | Hacettepe SK | Körfez İskenderunspor |     | Keçiörengücü | Menemen Belediyespor | Ofspor | Pendikspor | Tarsus İdman Yurdu | Tavşanlı Linyitspor | Tokatspor | Turgutluspor | Ümraniyespor |     |
| --------------------- | ------------ | --- | -------------- | -------------- | ------------------- | ----------- | ------------ | --------------------- | --- | ------------ | -------------------- | ------ | ---------- | ------------------ | ------------------- | --------- | ------------ | ------------ | --- |
| 1461 Trabzon          |              | 1:1 | 1:1            | 1:1            | 0:2                 | 4:0         | 1:0          | 2:1                   | 3:1 | 1:0          | 3:1                  | 3:2    | 1:0        | 3:1                | 5:1                 | 2:0       | 1:2          | 0:0          | 0:2 |
| Anadolu Selçukspor    | 1:0          |     | 1:2            | 0:0            | 0:0                 | 1:2         | 1:3          | 2:2                   | 1:2 | 3:0          | 0:0                  | 3:1    | 2:1        | 0:1                | 0:1                 | 2:2       | 1:0          | 0:0          | 2:2 |
| Aydınspor 1923        | 0:3          | 1:1 |                | 2:3            | 0:1                 | 1:0         | 2:1          | 4:1                   | 4:2 | 0:2          | 1:1                  | 2:0    | 2:0        | 0:0                | 4:0                 | 0:0       | 1:0          | 2:1          | 1:0 |
| Bayrampaşaspor        | 1:1          | 1:1 | 0:1            |                | 1:0                 | 3:2         | 0:1          | 1:1                   | 1:3 | 1:0          | 2:1                  | 3:2    | 2:1        | 1:0                | 0:2                 | 0:0       | 0:0          | 0:0          | 2:2 |
| Fatih Karagümrük SK   | 1:4          | 1:0 | 2:1            | 1:1            |                     | 0:0         | 2:1          | 0:0                   | 1:1 | 2:2          | 0:1                  | 0:1    | 3:2        | 2:0                | 4:2                 | 2:1       | 0:0          | 1:0          | 0:1 |
| Fethiyespor           | 1:1          | 2:0 | 1:0            | 1:0            | 2:1                 |             | 1:1          | 2:1                   | 0:2 | 0:0          | 0:0                  | 1:1    | 2:2        | 0:0                | 2:1                 | 1:1       | 0:1          | 1:1          | 1:2 |
| Hacettepe SK          | 0:0          | 0:1 | 0:0            | 0:0            | 0:0                 | 2:0         |              | 0:1                   | 0:1 | 2:2          | 0:0                  | 0:0    | 3:0        | 3:3                | 1:0                 | 0:1       | 3:1          | 1:4          | 0:2 |
| Körfez İskenderunspor | 0:0          | 0:1 | 1:0            | 5:1            | 0:1                 | 0:0         | 1:2          |                       | 3:0 | 0:0          | 0:0                  | 2:5    | 0:1        | 2:3                | 1:0                 | 1:2       | 1:0          | 1:2          | 1:2 |
| Kartalspor            | 1:0          | 1:0 | 2:2            | 3:0            | 0:0                 | 0:1         | 2:1          | 2:1                   |     | 1:1          | 2:0                  | 0:0    | 1:0        | 2:3                | 1:0                 | 1:1       | 1:1          | 0:0          | 1:0 |
| Keçiörengücü          | 0:1          | 1:3 | 1:0            | 1:2            | 2:1                 | 2:0         | 1:1          | 3:0                   | 1:1 |              | 1:2                  | 1:0    | 3:3        | 0:1                | 3:1                 | 1:1       | 4:1          | 1:2          | 2:1 |
| Menemen Belediyespor  | 1:1          | 1:1 | 3:0            | 1:1            | 1:2                 | 2:1         | 2:1          | 0:0                   | 2:2 | 1:0          |                      | 1:1    | 1:3        | 2:0                | 4:2                 | 0:0       | 2:2          | 2:1          | 1:0 |
| Ofspor                | 2:0          | 2:0 | 3:1            | 1:1            | 1:1                 | 0:1         | 0:2          | 0:2                   | 1:3 | 2:2          | 0:0                  |        | 0:1        | 1:0                | 3:0                 | 0:0       | 0:0          | 3:1          | 0:1 |
| Pendikspor            | 1:1          | 3:0 | 1:2            | 2:1            | 1:2                 | 3:1         | 1:0          | 1:1                   | 2:1 | 1:0          | 3:2                  | 2:2    |            | 0:0                | 2:1                 | 5:1       | 1:0          | 1:1          | 2:2 |
| Tarsus İdman Yurdu    | 2:4          | 1:6 | 0:0            | 0:0            | 4:2                 | 3:1         | 1:0          | 1:1                   | 0:0 | 1:2          | 1:1                  | 5:1    | 1:2        |                    | 2:2                 | 1:1       | 1:1          | 0:1          | 1:1 |
| Tavşanlı Linyitspor   | 0:1          | 2:4 | 1:3            | 0:1            | 1:1                 | 0:0         | 2:3          | 2:2                   | 1:2 | 0:0          | 0:2                  | 1:2    | 1:3        | 0:1                |                     | 0:0       | 1:0          | 1:4          | 1:2 |
| Tokatspor             | 2:1          | 1:2 | 2:0            | 0:0            | 1:1                 | 2:0         | 1:1          | 0:2                   | 1:4 | 3:1          | 1:2                  | 2:0    | 1:3        | 1:1                | 2:1                 |           | 0:1          | 3:1          | 1:3 |
| Turgutluspor          | 0:0          | 1:1 | 0:1            | 6:0            | 1:1                 | 0:1         | 0:2          | 2:3                   | 1:0 | 1:0          | 0:1                  | 2:0    | 1:2        | 1:1                | 2:0                 | 1:2       |              | 0:0          | 3:2 |
| Ümraniyespor          | 1:0          | 2:1 | 2:2            | 1:2            | 1:1                 | 0:0         | 0:1          | 0:0                   | 1:0 | 1:1          | 3:1                  | 2:0    | 2:1        | 2:1                | 4:0                 | 4:1       | 0:0          |              | 2:1 |
| Yeni Malatyaspor      | 3:1          | 2:0 | 1:0            | 3:0            | 0:0                 | 1:0         | 2:0          | 5:0                   | 0:0 | 1:1          | 0:2                  | 2:1    | 0:1        | 1:0                | 2:0                 | 2:2       | 3:1          | 0:0          |     |

## Gruppe Rot

### Abschlusstabelle
| Pl. | Verein                | Sp. | S  | U  | N  | Tore    | Diff. | Punkte |
| --- | --------------------- | --- | -- | -- | -- | ------- | ----- | ------ |
| 1.  | Göztepe Izmir         | 34  | 19 | 12 | 3  | 057:300 | +27   | 69     |
| 2.  | Bandırmaspor          | 34  | 18 | 10 | 6  | 052:320 | +20   | 64     |
| 3.  | Hatayspor             | 34  | 17 | 9  | 8  | 046:320 | +14   | 60     |
| 4.  | İnegölspor            | 34  | 16 | 10 | 8  | 046:280 | +18   | 58     |
| 5.  | Sarıyer SK            | 34  | 14 | 13 | 7  | 054:410 | +13   | 55     |
| 6.  | Nazilli Belediyespor  | 34  | 13 | 11 | 10 | 045:400 | +5    | 50     |
| 7.  | Kocaeli Birlikspor    | 34  | 11 | 12 | 11 | 036:350 | +1    | 45     |
| 8.  | Diyarbakır BB         | 34  | 11 | 11 | 12 | 046:410 | +5    | 44     |
| 9.  | MKE Ankaragücü        | 34  | 11 | 11 | 12 | 042:390 | +3    | 44     |
| 10. | Kırklarelispor        | 34  | 8  | 15 | 11 | 037:420 | −5    | 39     |
| 11. | Pazarspor             | 34  | 9  | 12 | 13 | 034:420 | −8    | 39     |
| 12. | Gümüşhanespor         | 34  | 7  | 17 | 10 | 026:350 | −9    | 38     |
| 13. | Bugsaşspor            | 34  | 9  | 11 | 14 | 027:340 | −7    | 38     |
| 14. | Kahramanmaraşspor (A) | 34  | 10 | 8  | 16 | 033:450 | −12   | 38     |
| 15. | Tepecikspor           | 34  | 8  | 12 | 14 | 049:550 | −6    | 36     |
| 16. | Gölbaşıspor           | 34  | 8  | 11 | 15 | 033:470 | −14   | 35     |
| 17. | BN Düzyurtspor (N)    | 34  | 7  | 13 | 14 | 028:470 | −19   | 34     |
| 18. | Altay İzmir           | 34  | 5  | 12 | 17 | 025:510 | −26   | 27     |

Platzierungskriterien: 1. Punkte – 2. Direkter Vergleich (Punkte, Tordifferenz, geschossene Tore) – 3. Tordifferenz – 4. geschossene Tore

| (A) | Absteiger aus der 1. Lig 2013/14         |
| (N) | Neuaufsteiger aus der TFF 3. Lig 2013/14 |

### Kreuztabelle
Die Kreuztabelle stellt die Ergebnisse aller Spiele dieser Saison dar. Die Heimmannschaft ist in der linken Spalte, die Gastmannschaft in der oberen Zeile aufgelistet.
| 2014/15              | Altay Izmir | Bandırmaspor | Bugsaşspor | Diyarbakır BB | BN Düzyurtspor | Göztepe Izmir |     | Hatayspor | İnegölspor |     | Kırklarelispor |     | Kocaeli Birlikspor | MKE Ankaragücü |     | Pazarspor | Sarıyer SK | Tepecikspor |
| -------------------- | ----------- | ------------ | ---------- | ------------- | -------------- | ------------- | --- | --------- | ---------- | --- | -------------- | --- | ------------------ | -------------- | --- | --------- | ---------- | ----------- |
| Altay İzmir          |             | 0:4          | 2:1        | 0:0           | 3:1            | 2:2           | 3:0 | 1:1       | 3:5        | 1:1 | 0:0            | 1:2 | 0:2                | 1:1            | 1:0 | 0:0       | 0:3        | 0:1         |
| Bandırmaspor         | 3:0         |              | 1:0        | 2:2           | 1:1            | 0:0           | 3:1 | 0:1       | 1:0        | 1:0 | 2:2            | 3:1 | 1:0                | 2:0            | 0:0 | 2:1       | 1:3        | 1:1         |
| Bugsaşspor           | 3:0         | 0:1          |            | 1:1           | 1:1            | 0:0           | 1:1 | 1:2       | 0:0        | 0:0 | 0:2            | 0:2 | 2:0                | 1:1            | 0:0 | 2:0       | 2:1        | 1:0         |
| Diyarbakır BB        | 1:0         | 4:1          | 0:0        |               | 0:1            | 2:0           | 1:1 | 2:0       | 2:4        | 2:1 | 3:1            | 3:0 | 2:1                | 3:2            | 2:2 | 4:0       | 0:0        | 1:0         |
| BN Düzyurtspor       | 1:0         | 0:2          | 1:0        | 1:1           |                | 0:2           | 0:0 | 1:1       | 0:3        | 0:0 | 0:2            | 0:0 | 1:1                | 5:2            | 1:3 | 0:1       | 2:0        | 1:1         |
| Göztepe Izmir        | 3:0         | 1:4          | 2:0        | 2:0           | 3:0            |               | 1:0 | 1:0       | 1:1        | 1:0 | 3:1            | 2:1 | 2:1                | 2:1            | 2:0 | 0:2       | 0:0        | 0:0         |
| Gümüşhanespor        | 0:0         | 1:1          | 1:0        | 1:0           | 0:1            | 0:0           |     | 3:1       | 1:1        | 0:0 | 1:0            | 1:1 | 0:0                | 1:0            | 1:1 | 1:1       | 1:3        | 3:0         |
| Hatayspor            | 3:1         | 3:3          | 4:0        | 2:0           | 2:1            | 1:1           | 3:0 |           | 0:1        | 1:1 | 1:0            | 0:0 | 1:0                | 2:1            | 2:0 | 2:2       | 1:2        | 1:0         |
| İnegölspor           | 1:1         | 0:1          | 0:1        | 1:1           | 2:1            | 3:3           | 1:0 | 2:3       |            | 0:0 | 1:0            | 3:1 | 0:1                | 1:0            | 1:2 | 3:1       | 2:0        | 3:1         |
| Kahramanmaraşspor    | 2:0         | 1:0          | 1:1        | 2:1           | 2:1            | 0:3           | 0:1 | 0:3       | 0:1        |     | 1:0            | 1:1 | 2:1                | 1:2            | 0:1 | 5:2       | 1:3        | 3:1         |
| Kırklarelispor       | 1:1         | 1:2          | 1:0        | 3:2           | 0:0            | 2:2           | 1:1 | 3:0       | 1:0        | 0:1 |                | 1:1 | 3:0                | 1:0            | 1:1 | 0:0       | 0:3        | 2:2         |
| Gölbaşıspor          | 2:1         | 3:2          | 0:0        | 1:1           | 4:0            | 0:2           | 1:0 | 2:0       | 0:2        | 0:3 | 0:0            |     | 0:1                | 2:3            | 1:2 | 0:1       | 2:2        | 1:3         |
| Kocaeli Birlikspor   | 0:1         | 0:1          | 2:0        | 2:1           | 0:1            | 1:1           | 1:1 | 1:1       | 0:0        | 2:1 | 2:2            | 0:0 |                    | 1:1            | 2:0 | 1:0       | 1:1        | 2:2         |
| MKE Ankaragücü       | 2:0         | 1:1          | 1:0        | 1:1           | 3:0            | 1:1           | 0:0 | 0:0       | 0:0        | 1:0 | 3:0            | 0:1 | 1:2                |                | 3:1 | 3:0       | 2:0        | 2:2         |
| Nazilli Belediyespor | 0:0         | 0:0          | 1:3        | 2:1           | 4:2            | 3:4           | 3:0 | 0:1       | 1:0        | 3:1 | 3:0            | 2:1 | 2:3                | 4:1            |     | 0:3       | 1:1        | 0:0         |
| Pazarspor            | 0:0         | 0:1          | 4:2        | 2:0           | 1:1            | 0:2           | 1:1 | 0:1       | 1:2        | 3:1 | 0:0            | 3:1 | 1:1                | 1:0            | 1:2 |           | 0:0        | 1:1         |
| Sarıyer SK           | 3:2         | 3:2          | 1:2        | 2:1           | 2:2            | 2:4           | 2:2 | 1:0       | 0:0        | 4:1 | 2:2            | 0:0 | 1:0                | 1:1            | 0:0 | 2:0       |            | 2:1         |
| Tepecikspor          | 2:0         | 1:2          | 0:2        | 2:1           | 0:0            | 2:4           | 3:1 | 1:2       | 0:2        | 4:0 | 4:4            | 4:1 | 2:4                | 1:2            | 1:1 | 1:1       | 5:4        |             |

## Play-offs
Viertelfinale
- Hinspiele: 7. Mai 2015
- Rückspiele: 11. Mai 2015

|                      | Gesamt |              | Hinspiel | Rückspiel |
| -------------------- | ------ | ------------ | -------- | --------- |
| İnegölspor           | 1:0    | Hatayspor    | 1:0      | 0:0       |
| Sarıyer SK           | 2:3    | Bandırmaspor | 0:0      | 2:3       |
| Menemen Belediyespor | 1:2    | Pendikspor   | 0:0      | 1:2       |
| 1461 Trabzon         | 2:1    | Ümraniyespor | 2:0      | 0:1       |

Halbfinale
- Hinspiele: 15. Mai 2015
- Rückspiele: 19. Mai 2015

|              | Gesamt |              | Hinspiel | Rückspiel |
| ------------ | ------ | ------------ | -------- | --------- |
| 1461 Trabzon | 5:4    | Pendikspor   | 2:1      | 3:3       |
| İnegölspor   | 1:0    | Bandırmaspor | 1:0      | 0:0       |

Finale
| 1461 Trabzon                              | 1461 Trabzon | İnegölspor | İnegölspor |
| ----------------------------------------- | --- | --- | ---------- |
| 1461 Trabzon                              | \| Playoff-Finale \| \| 25. Mai 2014 in Alanya (Alanya Oba Stadı) \| \| Ergebnis: 2:2 n. V. (2:2, 0:0), 4:2 i. E. \| \| Schiedsrichter: Bülent Yıldırım (Kayseri) \| \| Spielbericht \|                                                                               | \| Playoff-Finale \| \| 25. Mai 2014 in Alanya (Alanya Oba Stadı) \| \| Ergebnis: 2:2 n. V. (2:2, 0:0), 4:2 i. E. \| \| Schiedsrichter: Bülent Yıldırım (Kayseri) \| \| Spielbericht \|                                                                    | İnegölspor |
| 1461 Trabzon                              | Kurtuluş Yurt – Oğulcan Gökçe, Aytaç Ak, Batuhan Artarslan, Emrullah Kokoç, Savaş Yılmaz – Yüksel Şişman (63. Abdülkadir Parmak), Okan Yıldız, Yaser Hacımustafaoğlu (80. Emre Torun) – Mustafa Öztürk, Hamza Gür (109. Ali Han Tunçer) Cheftrainer: Hamdi Zıvalıoğlu | Ali Türkan – Kemal Hastürk, Alişan Ural, Bilal Özdemir, Yasin Görkem Arslan, Uğur Kavuk (15. Ali Aytemur) – Yılmaz Özeren, Ömürcan Yıldırımlı (72. Raif Demir), Muharrem Efe (45. Mahmut Şeker) – Okan Deniz, Ersel Aslıyüksek Cheftrainer: Şaban Yıldırım | İnegölspor |
| 1461 Trabzon                              | 1:0 Hamza Gür (50.) 2:1 Hamza Gür (69.) | 1:1 Okan Deniz (56.) 2:2 Mahmut Şeker (79.) | İnegölspor |
| 1461 Trabzon                              | Elfmeterschießen | | İnegölspor |
| 1461 Trabzon                              | 1:0 Emrullah Kokoç 2:1 Batuhan Artarslan 3:1 Ali Han Tunçer 4:2 Okan Yıldız | 1:1 Kemal Hastürk Ersel Aslıyüksek 3:2 Mahmut Şeker Raif Demir | İnegölspor |
| 1461 Trabzon                              | Emrullah Kokoç (34.), Hamza Gür (55.), Yüksel Şişman (61.) | Mahmut Şeker (53.), Ali Aytemur (55.), Ersel Aslıyüksek (71.), Alişan Ural (83.), Yılmaz Özeren (106.) | İnegölspor |
| 1461 Trabzon                              | 1461 Trabzon ist durch diesen Sieg in die TFF 1. Lig aufgestiegen. | | İnegölspor |
| Playoff-Finale                            | | |            |
| 25. Mai 2014 in Alanya (Alanya Oba Stadı) | | |            |
| Ergebnis: 2:2 n. V. (2:2, 0:0), 4:2 i. E. | | |            |
| Schiedsrichter: Bülent Yıldırım (Kayseri) | | |            |
| Spielbericht                              | | |            |

## Torschützenliste
Der Türkische Fußballverband (TFF) führt für beide Gruppen der TFF 2. Lig separate Torschützenlisten, bestimmt aber den Torschützenkönig zum Saisonende aus einer einzigen zusammengefügten Torschützenliste. Tore die in der Relegationsphase der Saison erzielt wurden, wurden in der Torschützenliste nicht berücksichtigt.
| Pl. | Nat.   | Spieler              | Verein             | Tore |
| --- | ------ | -------------------- | ------------------ | ---- |
| 1.  | Turkei | Murat Uluç           | Hatayspor          | 20   |
| 2.  | Turkei | Yıldıray Koçal       | Keçiörengücü       | 18   |
| 3.  | Turkei | Aydın Çetin          | Yeni Malatyaspor   | 16   |
| 4.  | Turkei | Halil İbrahim Sönmez | Anadolu Selçukspor | 15   |
| 5.  | Turkei | Adem Çalık           | Tepecikspor        | 14   |
| 5.  | Turkei | İlhan Şahin          | Pendikspor         | 14   |

## Die Meistermannschaften

### Yeni Malatyaspor (Gruppe Weiß)
| 1. | Yeni Malatyaspor |
|    | - Tor: Şener Özcan (20 Spiel/kein Tor); Vedat Kapurtu (16/-); Abdulsamed Damlu (-/-) - Abwehr: Ramazan Kahya (35/4); Ersin Veli (32/1); Onur Kalafat (27/2); Koray Şanlı (25/2); Osman Fırat (15/1); Mehmet Enes Sığırcı (12/1); Sadık Çiftpınar (7/-) - Mittelfeld: İrfan Başaran (28/8); Ali Sakal (30/-); Emre Toraman (27/2); Fatih Gül (21/1); Caner Ağca (16/-); Vedat Budak (13/-); Onur Acar (12/-); Samed Kartal (8/2); Uğur Erdoğan (6/1); Sergen Piçinciol (-/-); Onur Tuncer (-/-) - Angriff: Aydın Çetin (34/16); Hüseyin Kar (32/4); Serkan Çalık (31/5); Emrah Kol (5/3) - Trainer: Feyyaz Uçar |

### Göztepe Izmir (Gruppe Rot)
| 1. | Göztepe Izmir |
|    | - Tor: Oğuzhan Bahadır (33 Spiel/kein Tor); Egemen Gençalp (1/-); Cengiz Biçer (1/-) - Abwehr: Burak Keskin (28/-); İsa Akgöl (28/-); Sabutay Alper Bayülken (26/4); Erkan Sekman (15/1); Metin Depe (6/-)1; Cemil Vatansever (6/-); Ramazan Işık (-/-)1 - Mittelfeld: Umut Kaya (31/7); Ertuğrul Arslan (29/-); Halil Akbunar (27/6); Fatih Kıran (23/-); Tolga Çavdar (20/2); Hasan Küçcük (16/-); Mehmet Erdem Uğurlu (15/4); Hasan Hüseyin Acar (13/1); Emre Aygün (11/2); Serdar Deniz (10/3) - Angriff: Timur Kosovalı (27/13); Emrah Metoğlu (14/6); Tahir Babaoğlu (12/-); Mustafa Tiryaki (9/-); Ümit Tütünci (8/1); Furkan Alakmak (2/-); Salim İyik (1/-) - Trainer: Metin Diyadin 1Işık, Depe verließen den Klub im Saisonverlauf |